# Vernor
Vernor är en del av en befolkad plats i Australien. Den ligger i kommunen Somerset och delstaten Queensland, omkring 41 kilometer väster om delstatshuvudstaden Brisbane. Antalet invånare är 284.
Runt Vernor är det ganska glesbefolkat, med 35 invånare per kvadratkilometer.. Närmaste större samhälle är Brassall, omkring 19 kilometer sydost om Vernor.
Omgivningarna runt Vernor är huvudsakligen savann. Genomsnittlig årsnederbörd är 1 252 millimeter. Den regnigaste månaden är januari, med i genomsnitt 248 mm nederbörd, och den torraste är oktober, med 34 mm nederbörd.